# حمض أميني منتج للغلوكوز

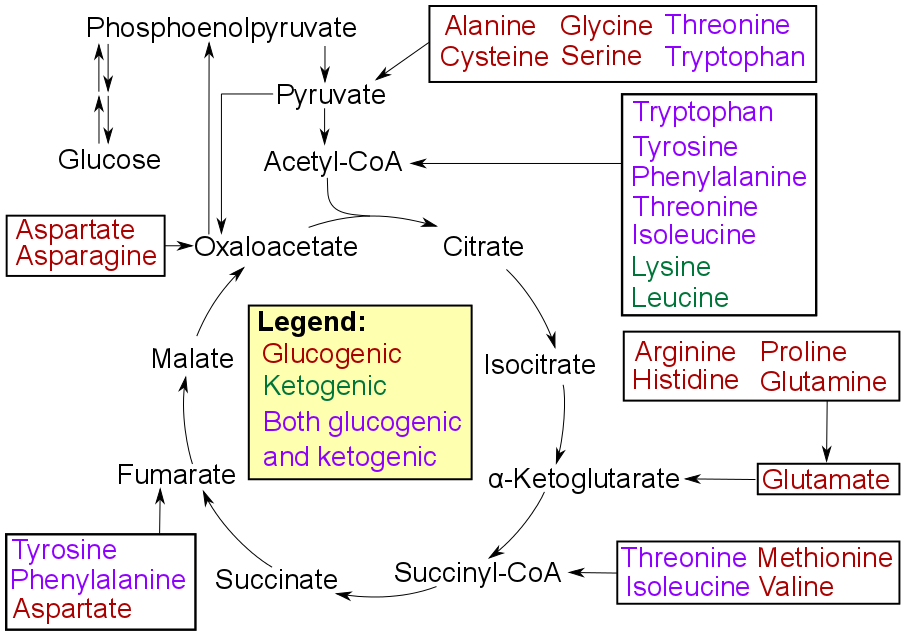

الأحماض الأمينية المنتجة للجلوكوز (بالإنجليزية: Glucogenic amino acid)‏ هي الأحماض الأمينية التي تستطيع أن تتحول إلى جلوكوز خلال عملية استحداث الجلوكوز، وهي العكس لعملية الأحماض الأمينية المنتجة للكيتون، التي تحولها إلى أجسام كيتونية.
إنتاج الجلوكوز من الأحماض الأمينية المنتجة للجلوكوز يتضمن هذه الأحماض الأمينية التي تتحول إلى أحماض ألفا كيتونية ثم إلى جلوكوز، مع تحقق العمليتين معا. هذه العملية المعروفة تحدث بالكبد خلال الانحلال وترتفع مع الصيام والالموت جوعا تزداد أكثر وأكثر.
في الإنسان الأحماض الأمينية التي تقوم بهذه العملية هي:
- ألانين.
- أرجنين.
- أسباراجين.
- حمض الأسبارتيك.
- سيستئين.
- حمض الجلوتاميك.
- جلوتامين.
- غليسين.
- هستيدين.
- ميثيونين.
- برولين.
- سيرين.
- فالين.

أما الأحماض الأمينية التي تدخل في العمليتين معا (جلوكوز وكيتون):
- إيزوليوسين.
- فينيل ألانين.
- ثريونين.
- تريبتوفان.
- تيروسين.

فقط الليوسين واللايسين هما اللذان لا يدخلان في عملية  التحويل للجلوكوز، بل يدخلان في التحول لكيتون.

## روابط خارجية
- Amino acid metabolism
- Chapter on Amino acid catabolism in Biochemistry by Jeremy Berg, John Tymoczko, Lubert Stryer. Fourth ed. by Lubert Stryer. ISBN 0-7167-4955-6 Accessed 2007-03-17
- Amino acid metabolism